# Eagle Mk5
Der Eagle Mk5 war ein Formel-5000-Rennwagen, der 1968 und 1969 zum Einsatz kam.

## Entwicklungsgeschichte und Technik
Der Mk5 wurde bei AAR Eagle ursprünglich für die in den USA ausgetragene Formula A konzipiert. Dan Gurney beauftragte aber den Konstrukteur Tony Southgate das Fahrzeug nach dem Reglement der US-amerikanischen Formel-5000-Meisterschaft zu bauen. Southgate konstruierte ein Fahrzeug mit schmalem Monocoque, das auch den damaligen technischen Bedingungen der USAC-Meisterschaft entsprach. Mit nur geringen Anpassungen und anderer Motorisierung konnte der Wagen auch beim 500-Meilen-Rennen von Indianapolis an den Start gehen. Angetrieben wurde das Fahrzeug von einem Chevrolet-5-Liter-V8-Motor.

## Renngeschichte
Der Mk5 wurde zum bestimmenden Fahrzeug in der US-amerikanischen Formel-5000-Meisterschaft Ende der 1960er-Jahre. 1968 gingen Lou Sell und George Wintersteen mit dem Mk5 für Eagle an den Start. Sell gewann fünf Saisonrennen und Winterstein zwei, nur einmal ging ein Rennsieg nicht an einen Mk5, als Jerry Hansen auf einem Lola T140 in Elkhart Lake gewann. Die Meisterschaft gewann Lou Sell überlegen.
1969 gewann Tony Adamowicz mit dem Mk5 fünf der ersten sechs Rennen, dann riss die Siegesserie. Dies lag einerseits an der fehlenden Weiterentwicklung des Wagenkonzepts und andererseits an der aufkommenden Konkurrenz durch den McLaren M10 und den Surtees TS5. Die Erfolge in der ersten Hälfte der Meisterschaft reichten aber für den Gewinn der Meisterschaft durch Adamowicz für Milestone Racing.